# Momostenango
Momostenango är en kommunhuvudort i Guatemala.   Den ligger i kommunen Municipio de Momostenango och departementet Departamento de Totonicapán, i den västra delen av landet, 110 km väster om huvudstaden Guatemala City. Momostenango ligger 2 221 meter över havet och antalet invånare är 31 739.
Terrängen runt Momostenango är lite bergig. Runt Momostenango är det tätbefolkat, med 397 invånare per kvadratkilometer. Närmaste större samhälle är Totonicapán, 15,5 km söder om Momostenango. I omgivningarna runt Momostenango växer i huvudsak blandskog.